# Ecpyrrhorrhoe minnehaha
Ecpyrrhorrhoe minnehaha is een vlinder uit de familie van de grasmotten (Crambidae), uit de onderfamilie van de Pyraustinae. De wetenschappelijke naam van deze soort is voor het eerst voorgesteld als Pyrausta minnehaha door William Burgess Pryer in een publicatie uit 1877.
De soort komt voor in China (Zhejiang, Hunan), Taiwan en Japan.